# Túnel de Meridiana
El túnel de Meridiana és un túnel urbà de ferrocarril que travessa la ciutat de Barcelona i que forma part de la línia Barcelona-Manresa-Lleida-Saragossa. El recorregut del túnel era en superfície fins a la dècada de 1960, llavors la línia es va soterrar amb la construcció d'un túnel que va alliberar espai a la superfície per a la creació de l'avinguda Meridiana.

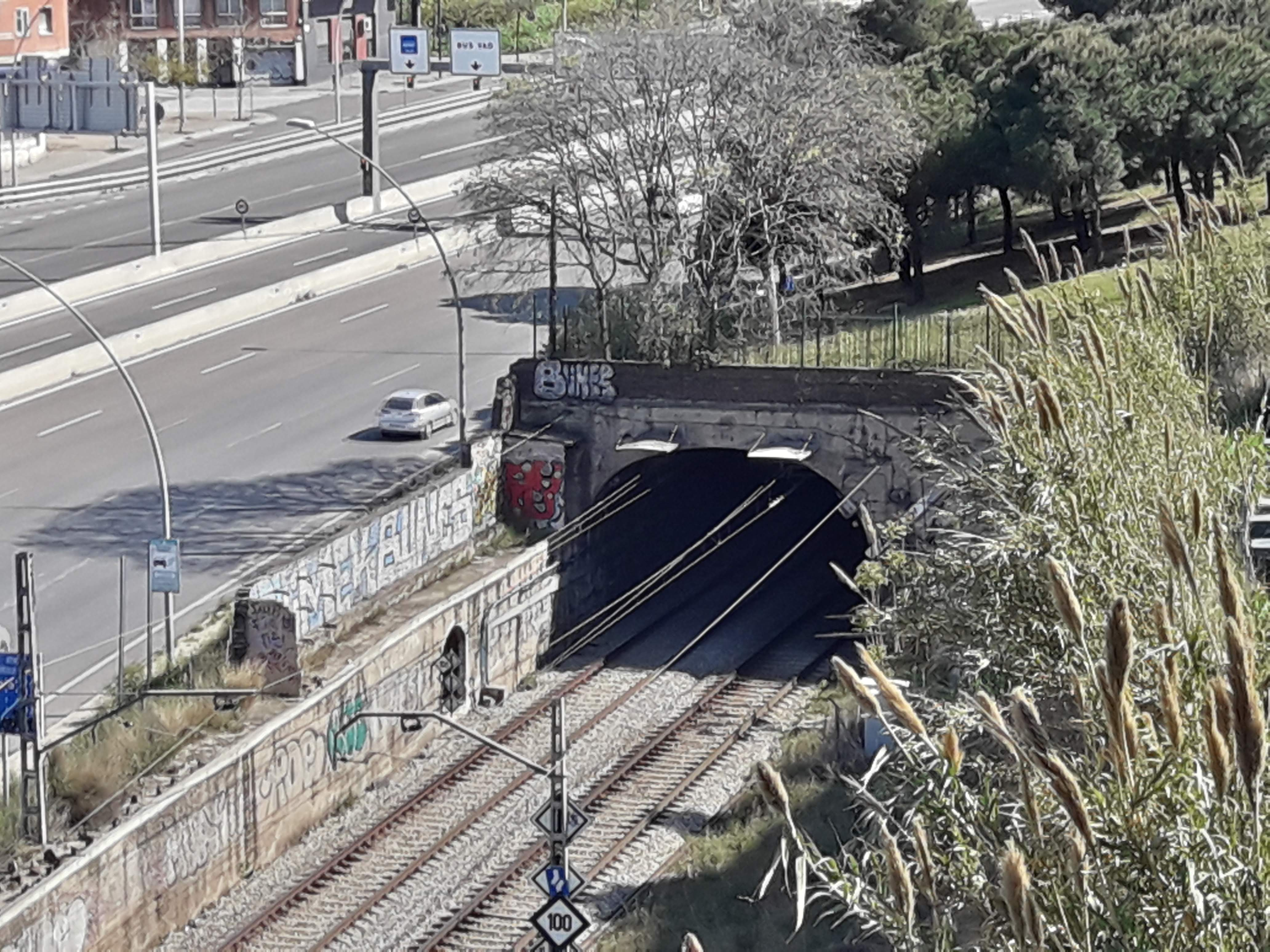
La boca del túnel a la Trinitat Nova